# كاستلنوفو دون بوسكو
كاستلنوفو دون بوسكو (بالإيطالية: Castelnuovo Don Bosco)‏ هي بلدة وبلدية في مقاطعة أستي في إقليم بييمونتي في جنوب إيطاليا.

## السكان
في سنة 1861 بلغ عدد السكان 3٬918 نسمة، وتطور العدد ليصل في سنة 2011 لـ 3٬260 نسمة.
يظهر هذا المخطط البياني تطور النمو السكاني لـ كاستلنوفو دون بوسكو

## أعلام
- دون بوسكو
- لويجي ماركيزيو